# Gersprenz

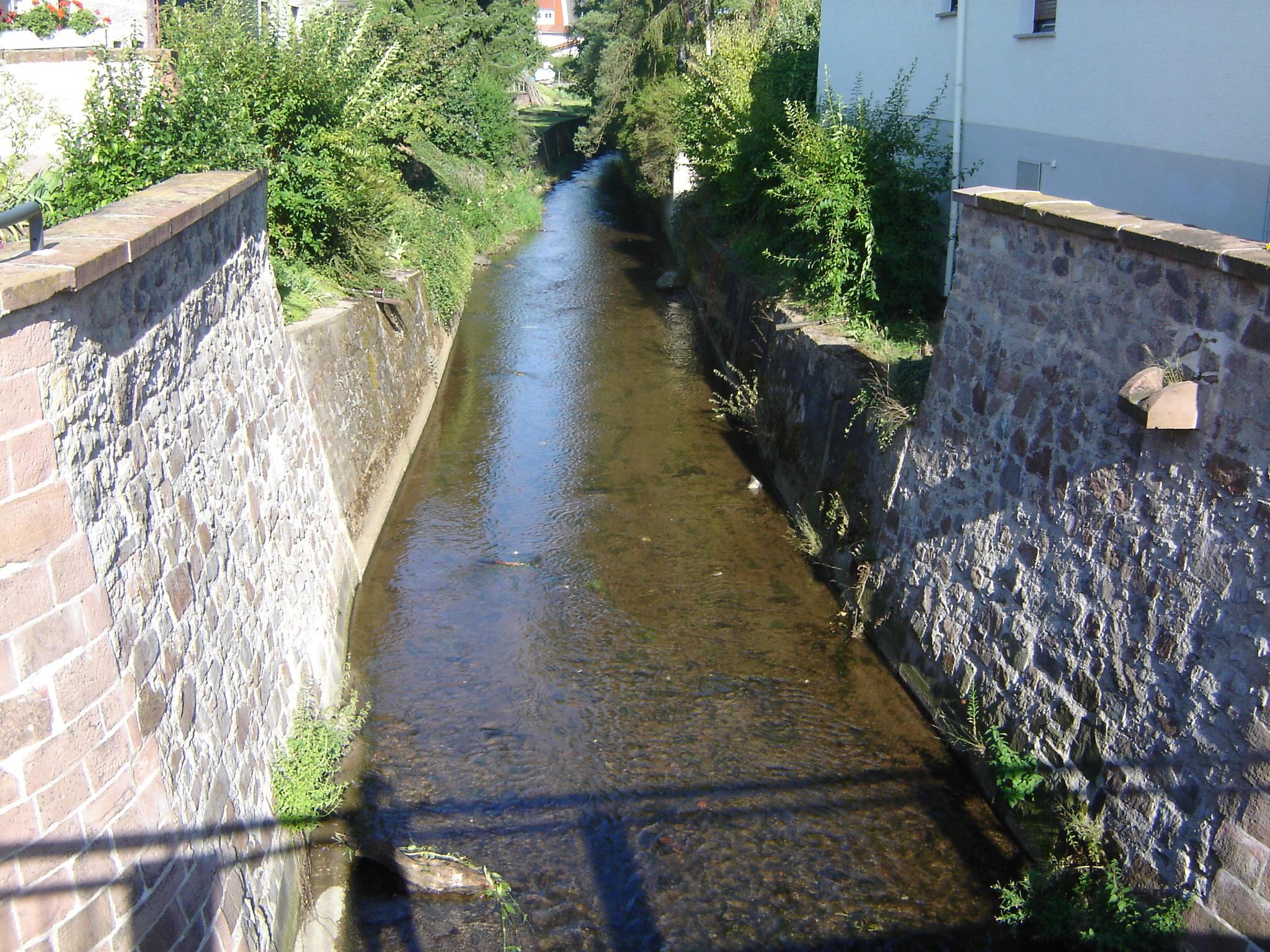
De Gersprenz in Dieburg

De Gersprenz is een 51 km lange linkse zijrivier van de Main in de Duitse deelstaten Hessen en Beieren.
Zij ontstaat uit de samenvloeiing van de Mergbach en de Osterbach bij Reichelsheim-Bockenrod op een hoogte van 200 meter en mondt uit in de Main aan de stuw van Kleinostheim.
Het stroomgebied is 513 km² groot.
De rivier gaf haar naam aan de inmiddels afgeschafte spoorlijn: Gersprenztalbahn

## Gemeenten langs de rivier
- Reichelsheim - Beerfurth
- Reichelsheim - Gersprenz
- Brensbach - Nieder-Kainsbach
- Brensbach
- Brensbach - Wersau
- Groß-Bieberau
- Reinheim - Ueberau
- Groß-Zimmern
- Groß-Zimmern - Klein-Zimmern
- Dieburg
- Münster (bei Dieburg)
- Babenhausen - Hergershausen
- Babenhausen - Sickenhofen
- Babenhausen (Hessen)
- Babenhausen - Harreshausen
- Stockstadt am Main

- Gemeinsame Normdatei: 4092880-9
- Virtual International Authority File: 234609973